# Capparidastrum frondosum
Capparidastrum frondosum är en kaprisväxtart som först beskrevs av Nikolaus Joseph von Jacquin, och fick sitt nu gällande namn av Cornejo och Iltis. Capparidastrum frondosum ingår i släktet Capparidastrum och familjen kaprisväxter. Inga underarter finns listade i Catalogue of Life.